# Západní Beskydy (makroregion)
Západní Beskydy (makroregion) (polsky. Beskidy Zachodnie) jsou makroregion (513.44-513.57) Vnějších Západních Karpat v Polsku, na Slovensku a v Česku, definovaný v rámci geomorfologického členění Polska.

## Dělení Západních Beskyd

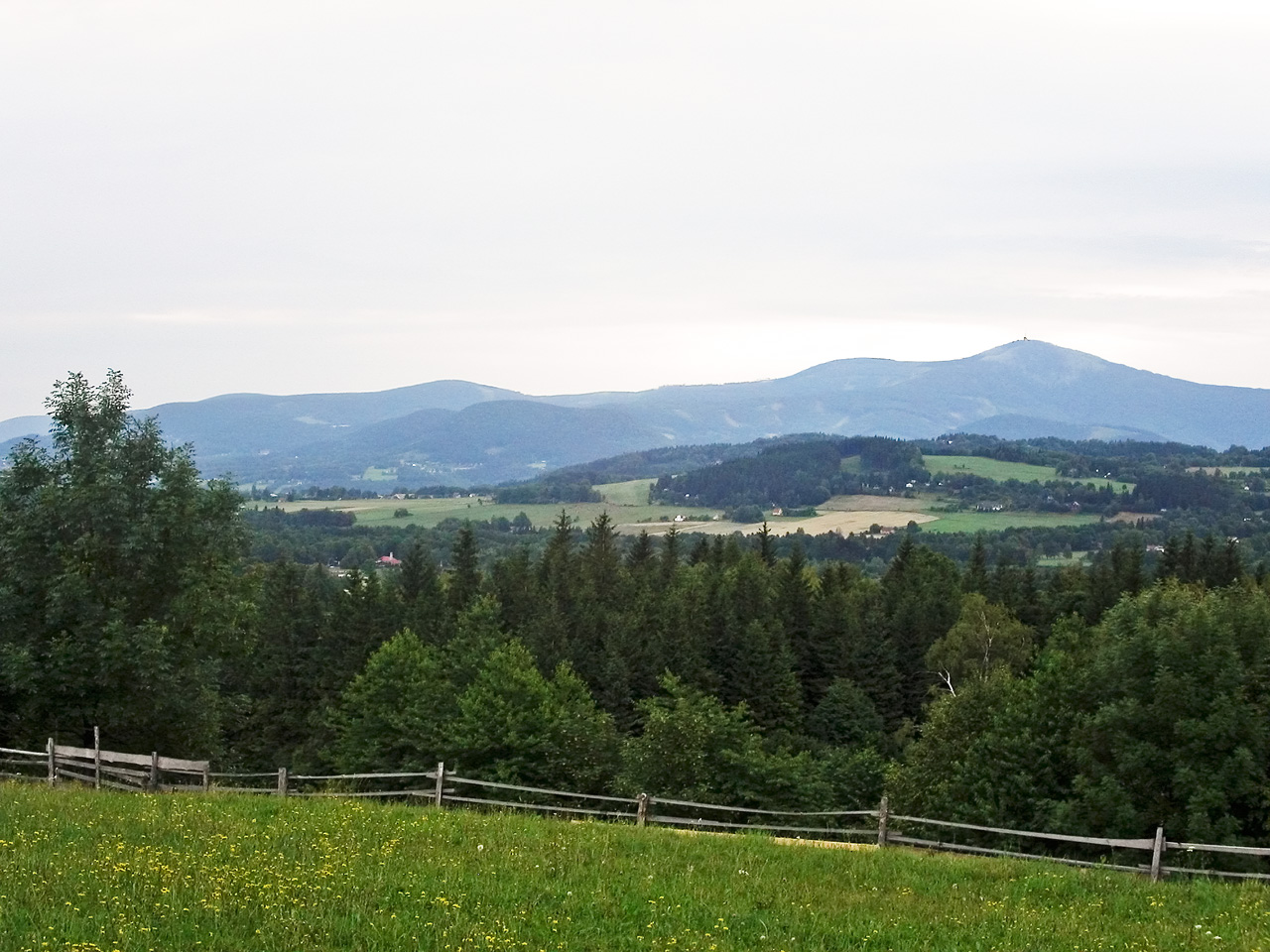
Moravskoslezské Beskydy

Zahrnuje tyto geomorfologické oblasti česko-slovenského členění (čísly jsou uvedeny odpovídající mezoregiony, na které se Beskidy Zachodnie dělí):
- Západní část Západních Beskyd (slovensky: Západné Beskydy)
  - 513.44 Moravskoslezské Beskydy (Beskid Śląsko-Morawski)
  - 513.45 Slezské Beskydy (Beskid Śląski)
  - 513.46 Kotlina Żywiecka
- Severní část Západních Beskyd (Polské Beskydy)[1]
  - 513.47 Beskid Mały
  - 513.48 Beskid Makowski
  - 513.49 Beskid Wyspowy
  - 513.50 Kotlina Rabczańska
  - 513.52 Gorce
  - 513.53 Kotlina Sądecka
- Střední část Západních Beskyd (slovensky: Stredné Beskydy)
  - 513.51 Beskid Żywiecki (zahrnuje Oravské Beskydy a Kysucké Beskydy)
  - 513.56 Kysucká vrchovina (Góry Kisuckie)
  - 513.57 Oravská Magura (Magura Orawska) (zahrnuje Oravskou vrchovinu, Podbeskydskou brázdu a Podbeskydskou vrchovinu)
- Východní část Západních Beskyd (slovensky: Východné Beskydy)
  - 513.54 Beskid Sądecki
  - 513.55 Čergov (Góry Czerchowskie)

## Mapy Západních Beskyd

Západní část Západních Beskyd, vyznačena červeně
Severní část Západních Beskyd, vyznačena červeně
Střední část Západních Beskyd, vyznačena červeně
Východní část Západních Beskyd, vyznačena červeně